# 斯拉维扬斯克市镇
斯拉维扬斯克市级市镇（烏克蘭語：Слов'янська міська громада），是乌克兰顿涅茨克州克拉马托尔斯克区的一个市镇，行政中心为斯拉維揚斯克。市镇面积为119.6平方公里，人口数量为116,477人（2020年）。

## 居民点
该市镇包括一个城市（斯拉維揚斯克）、两个市级镇（貝爾巴西夫卡、安德里伊夫卡）和两个村庄。